# Вохынь (гмина)
Вохынь (пол. Wohyń) — сельская гмина (волость) в Польше, входит как административная единица в Радзыньский повет, Люблинское воеводство. Население — 7335 человек (на 2004 год).

## Сельские округа
1. Безволя
2. Боянувка
3. Браница-Суховольска
4. Браница-Суховольска-Парцеля
5. Курашев
6. Суховоля
7. Лисёвулька
8. Оссова
9. Острувки
10. Плянта
11. Суховоля-Колёня
12. Сверже
13. Вохынь
14. Вулька-Здункувка
15. Збулитув-Малы

## Соседние гмины
1. Гмина Чемерники
2. Гмина Дрелюв
3. Гмина Комарувка-Подляска
4. Гмина Милянув
5. Гмина Радзынь-Подляски
6. Гмина Семень